# Polubicze Wiejskie Pierwsze
Polubicze Wiejskie Pierwsze – wieś w Polsce położona w województwie lubelskim, w powiecie bialskim, w gminie Wisznice.
Wieś powstała w wyniku podziału Polubicz Wiejskich w 2009. W latach 1975–1998 ta miejscowość administracyjnie należała do województwa bialskopodlaskiego. 
Wieś jest sołectwem w gminie Wisznice. W 2021 liczyła 283 mieszkańców.
Wieś jest siedzibą rzymskokatolickiej parafii św. Jana Ewangelisty.